# Corey Johnson

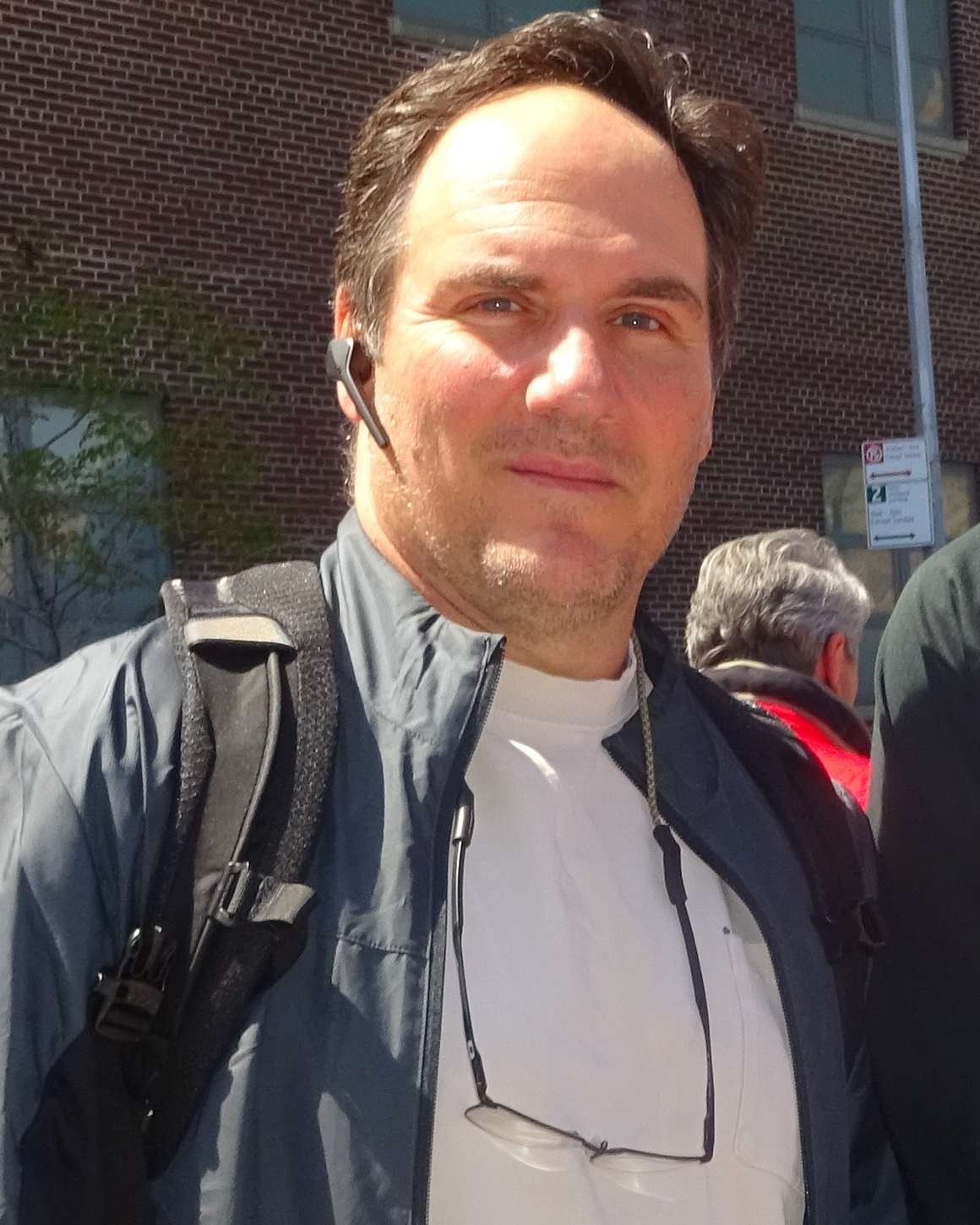
Corey Johnson

Corey Johnson, eigentlich John Johnson, (* 17. Mai 1961 in New Orleans, Louisiana) ist ein US-amerikanischer Schauspieler, der in Großbritannien aktiv ist.

## Leben
Corey Johnson spielte in vielen Filmen und Fernsehserien mit, wie in Die Mumie, Das Bourne Ultimatum, Déjà Vu – Wettlauf gegen die Zeit, Hellboy, 7 Sekunden, Doctor Who, Kick Ass und Spooks. Im Film The Contract (2006) arbeitete er mit Morgan Freeman zusammen.
2009 war er in der Direct-to-DVD-Produktion Universal Soldier: Regeneration zu sehen. Im Jahr darauf übernahm er eine Rolle in der Comicverfilmung Kick-Ass.

## Filmografie (Auswahl)
- 1993: … und der Himmel steht still (The Innocent)
- 1998: Der Soldat James Ryan (Saving Private Ryan)
- 1999: Die Mumie (The Mummy)
- 1999: Do Not Disturb
- 2000: Harrison’s Flowers
- 2001: Last Run – In den Fängen des Verrats (Last Run)
- 2001: Endgame
- 2001: Band of Brothers – Wir waren wie Brüder (Band of Brothers, Miniserie, zwei Episoden)
- 2001: Black Hawk Down
- 2003: Out For A Kill: Tong Tatoos – Das Tor zur Hölle (Out for a Kill)
- 2005: Hellboy
- 2005: 7 Sekunden (7 Seconds)
- 2005: A Sound of Thunder
- 2006: Flug 93 (United 93)
- 2006: The Contract
- 2007: Das Bourne Ultimatum (The Bourne Ultimatum)
- 2007: Das Chaos – Gar nicht allein zu Haus! (The All Together)
- 2009: Universal Soldier: Regeneration
- 2009: Die vierte Art (The Fourth Kind)
- 2009: The Code – Vertraue keinem Dieb (Thick as Thieves)
- 2010: Kick Ass
- 2011: X-Men: Erste Entscheidung (X-Men: First Class)
- 2011: Black Gold
- 2012: Das Bourne Vermächtnis (The Bourne Legacy)
- 2013: Captain Phillips
- 2014: Blood Moon
- 2014: Kingsman: The Secret Service
- 2015: Ex Machina
- 2015: Survivor
- 2016: Jackie: Die First Lady (Jackie)
- 2018: Titan – Evolve or Die (The Titan)
- 2018: Deep State (Fernsehserie, 5 Folgen)
- 2019: Marie Curie – Elemente des Lebens (Radioactive)
- 2021: The Mauritanian
- 2021: Grantchester (Fernsehserie, 1 Folge)
- 2022: Morbius